# Wólka Rozwadowska
Wólka Rozwadowska – wieś w Polsce położona w województwie lubelskim, w powiecie lubartowskim, w gminie Firlej.
W latach 1975–1998 miejscowość administracyjnie należała do ówczesnego województwa lubelskiego.
Wieś stanowi sołectwo gminy Firlej. Według Narodowego Spisu Powszechnego (III 2011 r.) wieś liczyła 149 mieszkańców.
Wierni Kościoła rzymskokatolickiego należą do parafii Wniebowzięcia Najświętszej Maryi Panny w Kocku.

## Części wsi
| SIMC    | Nazwa      | Rodzaj    |
| ------- | ---------- | --------- |
| 1020105 | Kozia Góra | część wsi |
| 1020111 | Krzywda    | część wsi |